# Джеффти пять лет
«Джеффти пять лет» (англ. Jeffty Is Five) — фантастический рассказ Харлана Эллисона (1977). В 1978 году получил премии «Хьюго» и «Небьюла» за лучший рассказ 1977 года.

## Содержание
Донни и Джеффти дружат с пяти лет. Только первый взрослеет, а второй нет — ему всегда пять лет. Однажды Донни обнаруживает, что его малолетний друг способен воплощать, давать жизнь давно ушедшим явлениям прошлого, наполняя их при этом деталями из настоящего: теле- и мультфильмам, фильмам, комиксам и прочему. Это ещё более сближает героев.

## История опубликования
- 1977 год — The Magazine of Fantasy & Science Fiction
- 1978 год — DAW’s The 1978 Annual World’s Best SF
- 1980 год — сборник рассказов Эллисона «Shatterday»

## Награды
- 1978 год — Премия «Хьюго» за лучший рассказ[1]
- 1978 год — Премия «Небьюла» за лучший рассказ[2]